# Sultan Ibragimov
Sultan Ibragimov, född 8 mars 1975 i Tljarata, dåvarande Sovjetunionen, är en rysk boxare som tog OS-silver i tungviktsboxning 2000 i Sydney. Ibragimov är gift och följer en muslimsk livsåskådning.